# Artur Oppman

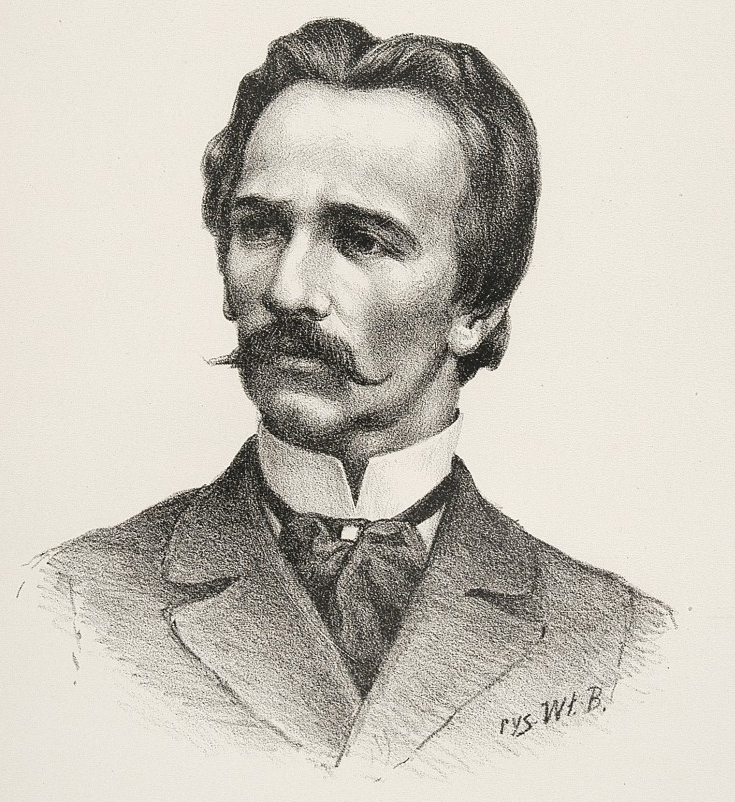
Artur Oppman

Artur Franciszek Michał Oppman (Pseudonym: Or-Ot; * 14. August 1867 in Warschau; † 4. Oktober 1931 ebenda) war ein polnischer Schriftsteller.
Oppman war der Sohn von Artur Emil Oppman (1840–1907), dem Gründer der Warschauer Senffabrik Pierwsza Warszawska Fabryka Musztardy „Arthur et Co.“. Sein Sohn studierte von 1891 bis 1893 polnische Literatur an der Jagiellonen-Universität in Krakau. Von 1901 bis 1905 war er Herausgeber der Zeitschrift Wędrowca, dann bis 1920 Mitherausgeber des Tygodnik Illustrowany. Bereits als Gymnasiast veröffentlichte er 1883 seine ersten Gedichte in der Zeitschrift Dziennik dla Wszystkich. Weitere Gedichte erschienen u. a. in der von Maria Konopnicka herausgegebenen Zeitschrift Świt, dem Kurier Poranny, dem Kurier Warszawski und dem Tygodnik Illustrowany. Der erste Gedichtband Oppmans, Poezje, erschien 1889, es folgten mehrere weitere Gedichtsammlungen und das Erinnerungsbuch Mein Warschau. Daneben trat er mit Gedichten, Märchen und Legenden für Kinder hervor, die u. a. in den Sammlungen Moja Biblioteczka und Moje Książeczki erschienen.

## Werke
- Gedichte
  - Poezje (1889)
  - Ze Starego Miasta (1893)
  - Pieść (1894)
  - Szopka polska (1907)
  - Epopeja napoleońska (1912)
  - Pieśni o sławie (1917)
  - Hymn wolności (1925)
  - Śpiewy historyczne (1930)
- Erinnerungen
  - Moja Warszawa (1929)
- Bücher für Kinder
  - Książeczka Zosi (1893)
  - Bal i koncert u sikorki (1894)
  - Stoliczku, nakryj się (um 1894)
  - O Jasiu Dręczycielu, o Józiu Gapciu, o Cesi Cmokosi i o spalonej Zosi (1894)
  - Czerwony Kapturek (1894)
  - Mistrz Twardowski (1905)
  - Historia o grzybowych ludkach (1910)
  - Światek dziecięcy (1913)
  - Baśnie polskie (1921)
  - Legendy warszawskie (1924)
  - Polski zaklęty świat (1926)
  - Kochaj żołnierza (1928)